# ケン・マスグレイブ
フォレスト・ケントン・マスグレイブ（Forest Kenton Musgrave、1955年9月16日 - 2018年12月14日）は、アメリカの計算機科学者。ジョージワシントン大学教授。
フラクタルを利用した景観イメージの生成に取り組み、景観作成ソフトウェアのBryceを開発した。後に自身のPandromeda社を設立し、2000年代の大ヒットハリウッド映画でもよく使用された景観作成ソフトウェアのMojoWorldを開発した。 

## 教育を受ける
マスグレイブは1993年に発表した論文「リアリスティックな景観イメージングのためのメソッド」により、イェール大学よりコンピュータサイエンスの博士号を授与された。彼は、イェール大学における師でありフラクタルのパイオニアでもあるブノワ・マンデルブロから「最初の真のフラクタルベースのアーティスト」と称された。

## ソフトウェアの開発
マスグレイブは1994年発売の景観ソフトウェアBryceの開発に携わった。マスグレイブはまずBryceのベースとなるフラクタルベースのプログラムを設計し、その後にBryceの「Deep Materials Lab」コンポーネントを設計した。
彼の仕事はサイエンティフィック・アメリカン誌1996年1月号に掲載された「Playing Slartibartfast with Fractals」と題するフラクタル曲線に関する記事で取り上げられた。この記事ではまた、セミランダムな手続き型の3Dを用いて地球サイズの惑星全体を生成し、ユーザーがその世界を飛んだり歩いたり、山や森を探索したり、画像にレンダリングするシーンを選択したりできるように設計したソフトウェアに関しても記述された。このソフトウェアは最終的に「MojoWorld」として商業的にリリースされたが、3回のメジャーバージョンアップを経て、2005年リリースのバージョン3.1.1で開発が終了した。

## 映画業界での仕事
マスグレイブは、映画『タイタニック』、『ダンテズ・ピーク』、『バーチャル・ウォーズ』のデジタルエフェクト担当としてスクリーンにクレジットされている。彼の制作した景観ソフトのMojoWorldは、『デイ・アフター・トゥモロー』など2000年代の高予算の映画で背景や地形を手続き的に生成するために使用された。

## ゼニマックス・メディア
マスグレイブは、2001年頃にベセスダ・ソフトワークスを傘下に抱えるゼニマックス・メディアにテクニカルアドバイザーとして参画していた。ベセスダは当時『The Elder Scrolls III: Morrowind』の制作中であった。

## 出版物
- Texturing and Modeling: A Procedural Approach - F. Kenton Musgrave et al., 1998 - ISBN 0-12-228730-4
- Musgrave, F. Kenton (1993年). “Methods for Realistic Landscape Imaging”. 2014年1月19日閲覧。